# Novošešminskij rajon
Il Novošešminskij rajon (in russo Новошешминский район?, in tataro: Яңа Чишмә районы) è un municipal'nyj rajon della Repubblica Autonoma del Tatarstan, in Russia. Istituito il 10 agosto 1930, occupa una superficie di 1 315,3 chilometri quadrati, conta 13 282 abitanti ed è suddiviso in 15 comuni rurali. Il centro amministrativo è il villaggio di Novošešminsk. Scorre nella regione il fiume Šešma ed alcuni suoi affluenti tra cui il Kičuj.